# 1973-as Formula–1 monacói nagydíj
Az 1973-as Formula–1 világbajnokság hatodik futama a monacói nagydíj volt.

## Futam
Átépítették a pálya néhány kanyarját és a régi alagút helyére egy hosszabbat építettek. Stewart a pole-pozícióból nyerte meg a versenyt a két Lotus: Emerson Fittipaldi és Ronnie Peterson előtt.
| Helyezés | #  | Versenyző            | Csapat/Motor      | Futott körök | Idő/Kiesés oka      | Rajthely | Pontszám |
| -------- | -- | -------------------- | ----------------- | ------------ | ------------------- | -------- | -------- |
| 1        | 5  | Jackie Stewart       | Tyrrell-Ford      | 78           | 1:57:44,3           | 1        | 9        |
| 2        | 1  | Emerson Fittipaldi   | Lotus-Ford        | 78           | 1,3                 | 5        | 6        |
| 3        | 2  | Ronnie Peterson      | Lotus-Ford        | 77           | + 1 kör             | 2        | 4        |
| 4        | 6  | François Cevert      | Tyrrell-Ford      | 77           | + 1 kör             | 4        | 3        |
| 5        | 8  | Peter Revson         | McLaren-Ford      | 76           | + 2 kör             | 15       | 2        |
| 6        | 7  | Denny Hulme          | McLaren-Ford      | 76           | + 2 kör             | 3        | 1        |
| 7        | 9  | Andrea de Adamich    | Brabham-Ford      | 75           | + 3 kör             | 25       |          |
| 8        | 23 | Mike Hailwood        | Surtees-Ford      | 75           | + 3 kör             | 13       |          |
| 9        | 27 | James Hunt           | March-Ford        | 73           | Motorhiba           | 18       |          |
| 10       | 17 | Jackie Oliver        | Shadow-Ford       | 72           | + 6 kör             | 22       |          |
| 11       | 11 | Wilson Fittipaldi    | Brabham-Ford      | 71           | Üzemanyag rendszer  | 9        |          |
| Kiesett  | 14 | Jean-Pierre Jarier   | March-Ford        | 67           | Váltó               | 14       |          |
| Kiesett  | 12 | Graham Hill          | Shadow-Ford       | 62           | Felfüggesztés       | 24       |          |
| Kiesett  | 4  | Arturo Merzario      | Ferrari           | 58           | Olajnyomás          | 16       |          |
| Kiesett  | 10 | Carlos Reutemann     | Brabham-Ford      | 46           | Váltó               | 19       |          |
| Kiesett  | 3  | Jacky Ickx           | Ferrari           | 44           | Féltengely          | 7        |          |
| Kiesett  | 25 | Howden Ganley        | Iso Marlboro-Ford | 41           | Féltengely          | 10       |          |
| Kiesett  | 20 | Jean-Pierre Beltoise | BRM               | 39           | Baleset             | 11       |          |
| Kiesett  | 24 | Carlos Pace          | Surtees-Ford      | 31           | Féltengely          | 17       |          |
| Kiesett  | 18 | David Purley         | March-Ford        | 31           | Üzemanyag szivárgás | 23       |          |
| Kiesett  | 26 | Nanni Galli          | Iso Marlboro-Ford | 30           | Féltengely          | 21       |          |
| Kiesett  | 21 | Niki Lauda           | BRM               | 24           | Váltó               | 6        |          |
| Kiesett  | 22 | Chris Amon           | Tecno             | 22           | Túlmelegedés        | 12       |          |
| Kiesett  | 19 | Clay Regazzoni       | BRM               | 15           | Fék                 | 8        |          |
| Kiesett  | 15 | Mike Beuttler        | March-Ford        | 3            | Motorhiba           | 20       |          |

## Statisztikák
Vezető helyen:
- François Cevert: 1 (1)
- Ronnie Peterson: 6 (2-7)
- Jackie Stewart: 71 (8-78)

Jackie Stewart 25. GP győzelem, 15. pole-pozíciója, Emerson Fittipaldi 4. leggyorsabb köre. Jackie Stewart 25. győzelmével beállította Jim Clark 1968-as győzelmi rekordját.
- Tyrrell 14. győzelme.

James Hunt első versenye.